# Alenka Gotar
Alenka Gotar (* 23. srpna 1977 Domžale) je slovinská sopranistka. S písní "Cvet z Juga" ("Květ z jihu"), reprezentovala Slovinsko na soutěži Eurovision Song Contest 2007 ve finských Helsinkách. V semifinále postoupila ze sedmého místa do finálové části, kde obdržela 15. místo s 66 body.

## Biografie
Zájem Alenky Gotar o hudbu začal v základní umělecké škole, kde se naučila hrát na klavír a kytaru. Později při studiu gymnázia navštěvovala Střední školu hudby a baletu v Lublani, kde se u svého učitele Markose Bajuka učila sólovému zpěvu. Po složení maturity na obou školách v roce 1996 se přihlásila na studium sólového zpěvu na Akademii hudby ve švýcarské Bazileji. V roce 1999 přešla na pozvání profesora Lilijana Sukise na hudební akademii Mozarteum v Salcburku, kde v roce 2000 studium úspěšně ukončila. Ve studiu zpěvu a operního hraní pokračovala a v roce 2006 získala doktorát.
Alenka Gotar hostuje v mariborské opeře a jako sólistka zpívá v národních divadlech v Salcburku a Lublani. S orchestrem a komorním sborem podnikla turné po Slovinsku, Rakousku, Švýcarsku, Německu, Chorvatsku nebo Skandinávii. Repertoár tvoří barokní skladby i moderní hudba. Také je učitelkou hudby.
Dne 4. února 2007 vyhrála soutěž EMA 2007, slovinské výběrové kolo na Eurovizi 2007. Během semifinále 10. května 2007 v Helsinkách zpívala píseň Cvet z juga a postoupila do finále, kde se umístila na 15. místě. Rychlou rytmickou baladu kombinovanou s operními vokály napsal Andrej Babić, aranžmá pochází od Aleksandry Valenčić. O vítězi EMA 2007 se rozhodovalo v telefonickém hlasování. Po dvou semifinálích a finále vybíralo slovinské publikum mezi Alenkou a Evou Černe. Soutěž vyhrála s 44 636 hlasy Alenka a stala se reprezentantkou Slovinska na Eurovizi.

## Operní role
Od roku 2000 je častým hostem v opeře a baletu Slovinského národního divadla v Lublani, kde zpívala tyto role:
- Barbarina (Figarova svatba – Mozart);
- Donna Elvira (Don Giovanni – Mozart);
- Rusalka (Rusalka – Dvořák);
- Hanna Glawary (Veselá vdova – Lehár);
- Pamina (Kouzelná flétna – Mozart/Schikaneder)
- Gran Sacerdotessa (Aida – Verdi).

V sezóně 2004/2005 vystupovala v těchto rolích:
- Brigitte (Jolanta – Čajkovskij);
- Bubikopf (Císař Atlantidy – Ullmann)
- Kristine (Brata – Alojz Ajdič)

V Salcburku vystupovala v těchto rolích:
- Susanna (Figarova svatba – Mozart);
- Pamina (Kouzelná flétna – Mozart);
- Arminda (Zahradnice z lásky – Mozart);
- Hyacintus (Apollo et Hyacinthus – Mozart)
- Mimi (Bohéma – Puccini).

Na festivalu Europäische Musikmonat 2001 pořádaném v Basileji zpívala roli v opeře “Skamander”, švédského skladatele Beata Gysina.

## Singly
- "Cvet z juga" (Květ z jihu) (2007)
- "Ženska iz soli" (Žena ze soli) (2007)
- "Odidi" (Odejdi) (2008)
- "Nek Te Voli Kao Ja" (Nikdo tě nemiluje tak jako já) (2008)
- "Mostovi" (Mosty) Ft. Sons (2008)
- "Samo Ti" (Jenom ty) Ft. Oliver Dragojević (2009)